# 伊莎貝拉·布萊克摩爾
伊莎貝拉·布萊克摩爾（英語： Isabella S Blackmore，1863年1月7日—1942年1月2日）是一位加拿大·循道宗教會婦女傳道會的傳教士。
1863年她生於加拿大的新斯科細亞的翁斯洛。1889年7月畢業於楚羅的師範學校，以教育傳教士的身分來到日本。在1889年成為東洋英和女學校的英語科教師。在1891年轉職到山梨英和女學校任教，並在1895年12月時復職成為東洋英和女學校的校長，之後並連任三次。
1895年（明治28年）至1923年（大正12年），她擔任加拿大循道宗婦女傳道會的日本分部理事長。
還有，她還參加許多社會事業，設立並營運永坂孤女院，並擔任日本基督婦人矯風會理事。
1918年（大正7年）與高等科的東京女子大學合併，她成為東京女子大學的理事長。
1925年（大正14年）在三任校長任期期滿後，返回加拿大。

## 人物
- 以貫徹『在嚴厲中有自由』的教育理念，並徹底執行清教徒的信仰的教育。大部分住宿的學生都受到她日常生活的訓練，如果違反規則將會受到他的懲罰。
- 東洋英和女學校的校長任期中發生的小軼事：[1]
  - 在禮拜中對學生擤鼻子時，使用手帕用到把鼻子弄得紅通通的，就像鼻子被咬了一樣。
  - 對於在走廊跑的學生，她會用英語說「妳好像不知道怎麼在走廊走路，讓我來教妳吧！」，並要學生在30分鐘期間，在走廊來回走好幾次。
  - 對於在走廊嬉戲的學生，她會要學生用英語寫80次「我不可以隨便在走廊上活蹦亂跳」。
  - 在用英語會話教學，如果老師詢問學生時聲音過小的學生，說「到校園去，尋找你的聲音」即使是寒天下也是一樣。
  - 讓寄宿生記住The Sixty Sentences ，早上起床到夜晚休息為止的日常生活的行動要寫要背60句的英語。不時還有校長會使用疑問句和否定句來抽問，以鍛鍊英語能力。
  - 村岡花子在校時，在走廊奔跑時碰撞到校長，而受到Go to bed!（「回房間去」之意）的懲戒處分。
  - 對於畢業典禮，她以「學生時期是她最幸福的時期」作為一路走來至此的感想，並引用英國詩人羅伯特·布朗寧的詩中的1節「與我一起變老，未來將會更精彩（Grow old along with me! The best is yet to be）[2][3]」，並向學生表示，「但若認為學生時期是最幸福快樂的，並打從心底有感而發的話，我必須說這所學校的教育是失敗的。最好的東西不是過去，而是未來。在踏上旅程的最後，希望各位保持理想，成為向前邁進的人。」